# Spinello Aretino

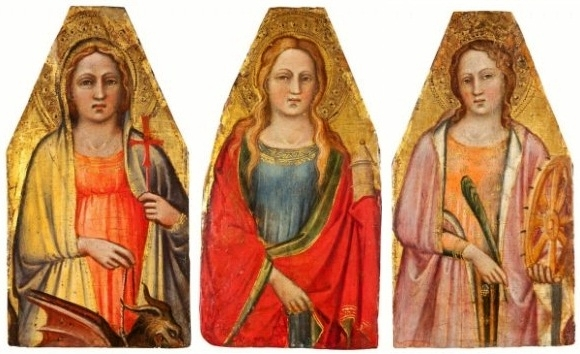
Św. Małgorzata, św. Magdalena i św. Katarzyna II poł. XIV w., Muzeum Narodowe we Wrocławiu

Spinello Aretino (ur. ok. 1330 w Arezzo, zm. 1410 w Arezzo) – włoski malarz.

## Życiorys
Spinello Aretino pochodził z florenckiej rodziny, ale urodził się ok. 1330 roku w Arezzo, dokąd musiał zbiec jego ojciec. Był uczniem Jacopo di Casentino, malował w stylu łączącym szkołę Giotta ze szkołą sieneńską. W młodości pracował we Florencji jako asystent swojego nauczyciela. Pomiędzy 1360 i 1384 rokiem malował liczne freski w rejonie Arezzo, większość z nich nie dotrwała do współczesności. Po zdobyciu Arezzo (1384) powrócił do Florencji i w latach 1387–1388 współpracował z innymi artystami przy dekoracji zakrystii kościoła S. Miniato pod miastem. W latach 1391–1392 namalował sześć fresków w pizańskim campo santo. Do ważniejszych prac z późniejszego okresu należą freski z lat 1407–1408 kaplicy z ratusza sieneńskiego. Zmarł w Arezzo ok. 1410 roku.